# 石質隕石
石質隕石（せきしついんせき）は、主にケイ酸塩鉱物からなる隕石である。

## 鉱物
主要鉱物としては、橄欖石 (40–50wt%)、輝石 (15–25wt%)、鉄‐ニッケル合金 (3–23wt%) からなる。
地球の岩石で一般的な石英や長石は副成分としてしか見られない。当然ながら、雲母などの水成鉱物はまったくない。
ケイ酸塩ではないが鉄‐ニッケル合金鉱物が含まれる。このため、金属探知機でも検出可能である。
副成分鉱物としては、トロイライト (FeS)、磁鉄鉱 (Fe3O4)、斜長石などがある。

## 分類
コンドルールの有無により、コンドルールがあるコンドライトと、ないエイコンドライトに分けられる。
コンドライトは未分化の岩石だが、エイコンドライトは分化した天体の地殻に由来する。このため、元素組成に違いがある。厳密にはこの元素組成を考慮して分類するため、コンドルールのないコンドライト（CI炭素質コンドライト）やコンドルールのあるエイコンドライトもある。
月隕石や火星隕石はエイコンドライトに含まれる。